# Глориоза
Глорио́за (лат. Gloriosa) — род цветковых растений семейства Безвременниковые (Colchicaceae).

## Этимология названия
Название образовано от лат. gloriosus — «славный, прославленный».

## Ботаническое описание

### Вегетативные органы
Лазающее травянистое растение с горизонтальным корневищем. Побеги разветвленные, олиственные, до 2 метров длиной, цепляющиеся за опоры усиковидными окончаниями листьев. Листья сидячие, очерёдные, иногда супротивные или в мутовках по 3, узкояйцевидно-ланцетные с тонкой, спиралевидно закрученной наподобие усика верхушкой.
Клубни подземные, веретенообразные, часто имеют V-образную форму, с одной ростовой почкой, без корней (корни развиваются в корневой шейке, у основания стеблей), покрыты тонкой золотисто-коричневой шелковистой кожурой, хрупкие, незимующие.

### Генеративные органы
Цветки располагаются одиночно на длинных цветоножках в пазухах листьев. Цветки крупные, актиноморфные, двуполые. Околоцветник раздельный до основания. Шесть его листочков отогнуты к цветоножке, ланцетные, волнистые; наружная сторона розовая, внутренняя — двухцветная: основание жёлтое, верхняя часть ярко-красная. Тычинок шесть. Тычинки радиально расставленные, подпестичные, напоминают спицы колеса. Большие продолговатые пыльники вскрываются продольной щелью. Завязь верхняя, состоит из трёх отсеков, плодолистики срастаются только их внутренними границами. Яйцеклетки многочисленные.
Плод — вскрывающаяся многосемянная коробочка.
Размножение семенное и вегетативное (клубнями). Семена сохраняют всхожесть 6—9 месяцев.

## Ареал и местообитание
Глориоза родом из тропической и южной Азии и Африки, была акклиматизирована в Австралии и Океании. Широко культивируется.   
В Австралии имеются разрозненные популяции в прибрежных сухих склерофильных лесах и песчаных дюнах на юго-востоке Квинсленда и в Новом Южном Уэльсе. В Австралии род был признан опасным инвазивным сорняком, доминирующим на песчаных дюнах и вытесняющим оттуда местные виды. Из-за ядовитости глориозы её широкое распространение увеличивает число смертей среди местных животных. 
В Индии глориоза распространена в Западных Гхатах, однако там её численность быстро уменьшается из-за чрезмерного сбора растений для народной травяной медицины.

## Токсичность
Все части растения содержат алкалоид колхицин, особенно им богаты корни и семена. Летальная доза колхицина — около 6 мг.

## Хозяйственное значение и применение
Используется для вертикального озеленения, контейнерное растение, на срезку — цветы в вазе не вянут 5-7 дней. 

### Агротехника
Растение содержат на светлом солнечном месте, можно на балконе, в защищенном теплом месте в саду. Земляная смесь должна быть питательной и рыхлой, большой горшок, полив обильный, но обязательно следить, чтобы вода не застаивалась в поддоне. Цветёт продолжительно в течение лета. Подкормки проводить комплексным жидким удобрением для комнатных растений каждые 14 дней до середины августа. После отцветание листья начинают желтеть, в это время надо сократить полив и постепенно, с усыханием надземной части растения, совсем прекратить. Стебли срезать. Горшок с клубнями можно хранить при комнатной температуре, не ниже 12—14°С.

### Посадка
Весной (февраль-март) клубни осторожно осмотреть, стараясь не повредить ростовую почку, и здоровые высадить в свежий субстрат на глубину 7—10 см. Для достижения бо́льшего декоративного эффекта можно высадить несколько хорошо развитых клубней (4—5) в один горшок диаметром 25—30 см. Поставить в тёплое, светлое место, полить один раз. Постоянный полив начинают при появлении побегов. Побеги растут быстро, и лучше их сразу начать подвязывать к заранее установленной в горшке опоре. В качестве опоры можно использовать бамбуковые тычки, решетки, проволочные и пластовые дуги, пластиковые сетки.

### Размножение
Старый клубень каждый год отмирает, израсходовав свои силы на цветение, и вместо него вырастает новый, иногда — при хорошем уходе — несколько клубней. Размножают молодыми клубнями, иногда семенами, которые зацветают при хорошем уходе через 2—3 года.

## Символика
Глориоза роскошная (Gloriosa superba) является национальным цветком Зимбабве, где находится под защитой. Бриллиантовая брошь в форме этого цветка была даром Зимбабве (потом Родезии) королеве Елизавете II во время её визита в 1947 году, когда она была наследницей престола.
Также этот цветок является символом индийского штата Тамилнад и национальным цветком Тамил-Илама.

## Виды
По информации базы данных The Plant List, род включает 10 видов:
- Gloriosa aurea Chiov. — Глориоза золотая
- Gloriosa baudii (A.Terracc.) Chiov.
- Gloriosa flavovirens (Dammer) J.C.Manning & Vinn.
- Gloriosa lindenii (Baker) J.C.Manning & Vinn. — Глориоза Линдена
- Gloriosa littonioides (Welw. ex Baker) J.C.Manning & Vinn. — Глориоза литтониевидная
- Gloriosa modesta (Hook.) J.C.Manning & Vinn.
- Gloriosa revoilii (Franch.) J.C.Manning & Vinn.
- Gloriosa rigidifolia (Bredell) J.C.Manning & Vinn. — Глориоза жёстколистная
- Gloriosa sessiliflora Nordal & Bingham — Глориоза сидячецветковая
- Gloriosa superba L. — Глориоза роскошнаяtypus